# Стимбот (Аризона)
Стимбот (енгл. Steamboat) насељено је место без административног статуса у америчкој савезној држави Аризона.

## Демографија
По попису из 2010. године број становника је 284, што је 51 (21,9%) становника више него 2000. године.
| Група             | 2000.    | 2010.     |
| Белци             | 0 (0,0%) | 1 (0,4%)  |
| Афроамериканци    | 0 (0,0%) | 0 (0,0%)  |
| Азијати           | 0 (0,0%) | 0 (0,0%)  |
| Хиспаноамериканци | 5 (2,1%) | 14 (4,9%) |
| Укупно            | 233      | 284       |